# Force aérienne irakienne
La force aérienne irakienne (IQAF) (en arabe : القوة الجوية العراقية) est la branche des forces armées irakiennes responsable de la guerre aérienne. Parmi ses autres rôles figurent la police aux frontières et la surveillance des biens nationaux. L'IQAF agit également comme une force de soutien à la marine et à l'armée irakienne et permet également à l'Irak de déployer rapidement son armée en développement.
L'armée de l'air irakienne a été fondée en 1931, durant le mandat britannique de Mésopotamie avec seulement quelques pilotes. Mise à part une brève période pendant la Seconde Guerre mondiale, l'armée de l'air irakienne opérait principalement sur des avions britanniques jusqu'à la Révolution du 14 juillet 1958, lorsque le nouveau gouvernement irakien commença à entreprendre des relations diplomatiques avec l'Union soviétique. La force aérienne utilisa ainsi des avions soviétique et britanniques dans les années 1950 et 1960. Lorsque Saddam Hussein pris le pouvoir en 1979, l'armée de l'air augmenta très rapidement au moment où l'Irak commanda  plus d'appareils soviétique et français. Elle fut à son apogée quelques années après la longue et sanglante guerre Iran-Irak, en 1988, quand elle se composait de plus de 950 avions, devenant ainsi l'une des plus grandes forces aériennes de la région. Sa chute survint pendant la guerre du Golfe et se poursuivit pendant la zone d'exclusion aérienne imposée par les forces de la coalition. Les restes de l'aviation irakienne en vigueur sont détruits pendant l'invasion 2003 de l'Irak. Actuellement, l'IQAF est en reconstruction et reçoit sa formation et ses avions principalement des États-Unis, et depuis 2013, de Russie, Corée du Sud et d'Iran.

## Histoire
La force aérienne royale irakienne (RIrAF) fut fondée le 22 avril 1931, lorsque les premiers pilotes volaient dans une formation au Royaume-Uni. Avant la création de la nouvelle force aérienne, le commandement de la Royal Air Force en Irak était responsable de tous les éléments des forces armées britanniques en Irak dans les années 1920 et au début des années 1930. La RIrAF était basé à l'aéroport de Washash près de Bagdad, et se composait de cinq pilotes, les étudiants en aéronautique étant formés à la RAF College Cranwell, et de 32 mécaniciens avions. Les cinq premiers pilotes étaient Natiq Mohammed Khalil al-Tay, Mohammed Ali Jawad, Hafdhi Aziz, Akrem Talib Mushtaq, et Musa Ali. Durant les premières années après sa création, elle reçut surtout des avions en provenance du Royaume-Uni ainsi que des avions d'attaque italiens Breda Ba.65 et bombardiers SM-79.
Dans les années qui ont suivi l'indépendance irakienne, l'armée de l'air était encore dépendante de la Royal Air Force. Le gouvernement irakien ayant alloué la majorité de ses dépenses militaires à l'armée de terre irakienne, l'aviation royale irakienne avait seulement 37 pilotes et 55 avions en 1936. L'année suivante, l'armée de l'air monta en croissance en augmentant le nombre de ses pilotes à 127.

### Seconde Guerre mondiale et années 1940

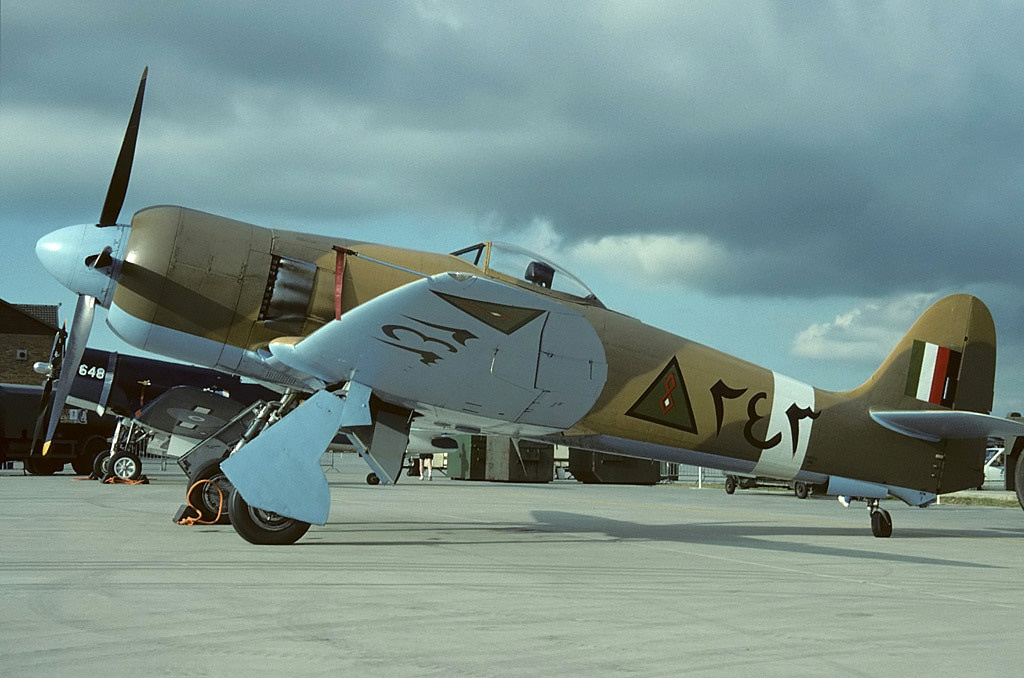
Hawker Sea Fury avec le marquage de la force aérienne irakienne.

La RIrAF a d'abord été utilisé au combat contre les révoltes des tribus de Diwaniya et Rumaytha au sud de l'Irak en 1934 sous les ordres du Bakr Sidqi, où elle subit ses premières pertes au combat. Son premier combat contre une autre armée conventionnelle se déroule en 1941 durant la guerre anglo-irakienne lorsque le gouvernement irakien fit une offre pour une indépendance totale à la suite d'un coup d’État de Gillani contre les dirigeants pro-britanniques irakiens. La RIrAF qui avait comme principaux chasseurs des Gloster Gladiator a été détruite en tant que force de combat, résultant de l'alliance avec l'Axe qui a impliqué les avions de la Luftwaffe et de la Regia Aeronautica venus aider les forces terrestres irakiennes. Cependant les pertes, le manque de pièces de rechange et de remplacement et le coup d'État qui a été défait par les forces britanniques ont conduit à leur départ.
Le RIrAF se remettait encore de sa destruction par les Britanniques en 1948 lors de son entrée dans la guerre contre l’État, nouvellement créée, d'Israël dans la première guerre israélo-arabe. Même si la RIrAF avait reçu quelques avions modernes, elle joua un petit rôle dans la première guerre contre Israël. De 1948 à 1949, elle exploita des Avro Anson utilisé pour la formation et comme bombardiers de la Jordanie d'où ils ont volé un certain nombre d'attaques contre les Israéliens. Certains des Anson ont été remplacés par le chasseur moderne Hawker Sea Fury mais ces avions ont volé seulement deux missions contre Israël sous les marquages irakiens avant d'être transférés aux Égyptiens. 14 Hawker Sea Fury avaient été livrés, mais le 7 juin 1948, seuls six étaient opérationnels. En dépit de ces problèmes, la RIrAF acheta plus de Sea Fury avec l'acquisition d'un total de 38 F.Mk.1 monoplaces et 4 biplaces qui équipèrent les escadrons no 1 et no 7 de la RIrAF. La seule victoire des Fury irakiens fut un bombardier israélien Boeing B-17 Flying Fortress.

### Années 1950 et 1960

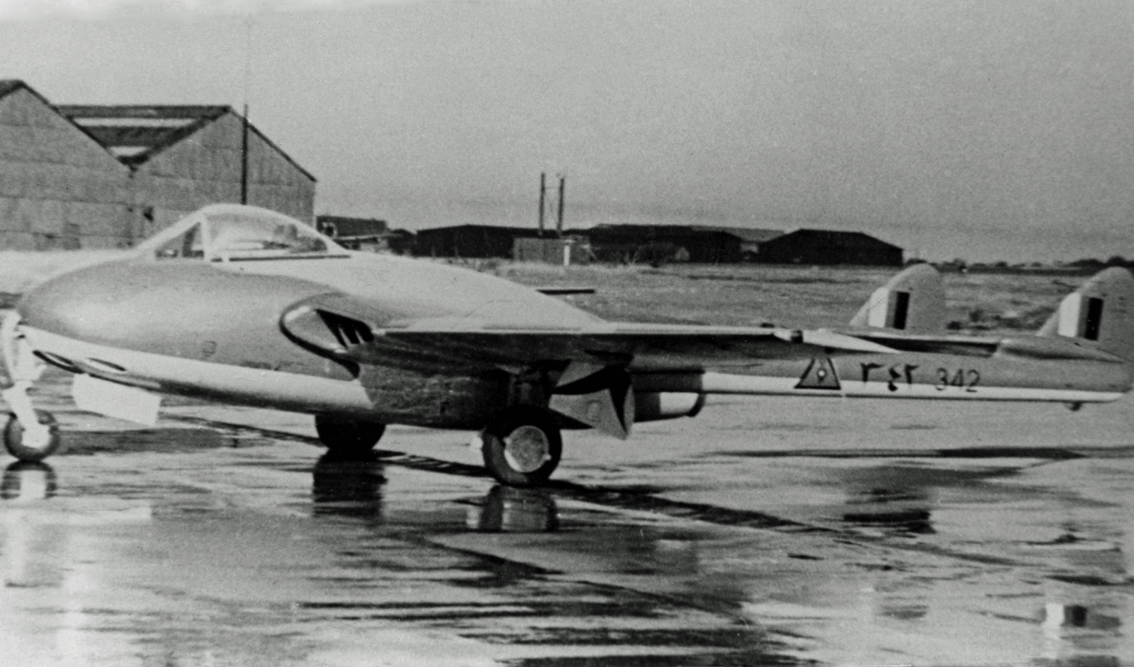
Un De Havilland Vampire FB.52, avant sa livraison, en 1953.

Durant les années 1950, la RIrAF a été fortement affectée lorsque la monarchie fut renversée en 1958 entraînant la cessation des importations d'armes en provenance des pays occidentaux comme la Grande-Bretagne. En effet, de 1950 à 1958 la plupart des avions de la RIrAF étaient d'origine Royaume-Uni. Les premiers chasseurs à réaction, le De Havilland Vampire, ont été livrés en 1953. Elle a également reçu des De Havilland Venom et des Hawker Hunter au cours du milieu des années 1950. En 1954 et 1956, 19 chasseurs à réaction De Havilland Vampire et 14 ex-RAF Hawker financés par les États-Unis furent livrés. Elle reçut également 4 Bristol 170 Freighter en 1953.
Pendant la Révolution du 14 juillet 1958, le roi d'Irak fut renversé et le pays établit des relations diplomatiques et politiques avec les pays du Pacte de Varsovie, tout en rompant les relations avec les pays occidentaux. L'armée de l'air irakienne (IQAF) laissa tomber le « Royal » de son nom après la révolution. Les Soviétiques n'ont pas tardé à fournir, au nouveau gouvernement irakien, des MiG-17, plus tard des chasseurs MiG-19 et MiG-21, ainsi que des bombardiers Iliouchine Il-28. Elle reçut aussi 13 Iliouchine Il-14 de transport en 1959 en provenance de Pologne. Le premier MiG-17 fut d'abord été livré en 1958 pour remplacer le de Havilland Vampire. L'IQAF a reçu environ 50 MiG-19 au début des années 1960, mais la plupart d'entre eux sont restés dans leur hangar et ont été de nouveau remis à l’Égypte. L'Iraq a également reçu des chasseurs MiG21F-13 en 1962 et des bombardiers Tu-16 après 1963. En 1966, le capitaine assyrien Munir Redfa fait défection avec son MiG-21F-13 en Israël. Son avion est donné aux États-Unis pour évaluation sous le nom de code « Have Donut ». Cependant, les MIG21-F13 avaient été remplacés par des MiG21FL et PFM dans les unités de première ligne de l'armée de l'air irakienne et les MIG21-F13 étaient utilisés comme formateurs de conversion opérationnelle.
Le coup d’État irakien de 1963 réaligna l'Irak avec les puissances de l'OTAN, et, par conséquent, plus de Hawker Hunter d'occasion ont été livrés à l'IQAF. Pendant plusieurs années, les importations d'avions de l'Europe de l'Est communiste avaient été suspendus jusqu'en 1966, quand des intercepteurs MiG-21PF ont été achetés à l'Union soviétique après la mort, dans un accident d'avion, de Abdel Salam Aref, le président irakien, qui a ensuite été remplacé par son frère.

### Guerre des Six-Jours
Pendant la guerre des Six-Jours, en juin 1967, l'armée de l'air irakienne avait un certain nombre d'avions détruits par une frappe israélienne sur la base aérienne de H3 dans l'ouest de l'Irak, le premier jour de la guerre. L'IQAF a bombardé plusieurs bases aériennes et cibles terrestres, y compris des frappes de bombardiers Tu-16 sur les bases aériennes israéliennes, où l'un des bombardiers a été abattu par les Israéliens, mais le reste des bombardiers partit sain et sauf. Elle a également joué un rôle important dans le soutien aux troupes jordaniennes. De plus, les forces aériennes irakiennes avaient un pilote pakistanais, Saiful Azam, qui prétendait 2 victoires sur des chasseurs israéliens dans un Hawker Hunter irakien. Les pilotes irakiens de Hawker Hunter abattirent 5 avions israéliens. Grâce aux Hunter et MiG21PFMs, l'IQAF était en mesure de défendre ses bases aériennes dans l'ouest de l'Irak contre de nouvelles attaques israéliennes. Le même jour, l'IQAF a également été en mesure de franchir les espaces aériens israéliens et détruisit cinq avions de combat israéliens en combat aérien rapproché.

Insigne de la force aérienne irakienne depuis sa fondation, dans les années 1930, jusqu'à l'invasion de 2003.

### Années 1970 et guerre du Kippour
Le gouvernement irakien n'a jamais été satisfait avec l'Union soviétique et, alors qu'ils achetaient des chasseurs modernes comme le MiG-21 et le Soukhoï Su-20, ils ont commencé à persuader les Français de leur vendre les Mirage F1 (qui ont été achetés) et plus tard les Jaguars (qui n'ont toutefois jamais été commandés).
Avant la guerre du Kippour, l'IQAF envoya 12 chasseurs Hawker en Égypte, où ils sont restés pour se battre ; seulement un survécut à la guerre. Les premiers Soukhoï Su-7 sont réceptionnés en 1968 et sont initialement stationnés en Syrie. Les avions déployés en Syrie subiront de lourdes pertes dues à l'aviation israélienne et aux SAM. En outre, ils seront aussi touchés par des tirs amis de SAM syriens. Une attaque, planifiée le 8 octobre, a été annulée en raison de ces lourdes pertes ainsi que des désaccords avec le gouvernement syrien. Finalement, tous les avions ont été retirés des bases en Syrie. Pendant la guerre, en octobre 1973, le premier raid aérien contre les bases israéliennes, dans le Sinaï, était composé d'avions irakiens ; ils ont frappé des sites d'artillerie et des chars israéliens, et ont également affirmé avoir détruit 21 chasseurs israéliens en combat aérien. Peu de temps après la guerre, l'IQAF commanda 14 Tu-22B et deux Tu-22U ainsi que des missiles Raduga Kh-22. En 1975, seuls 10 Tu-22B et 2 Tu-22U ont été livrés.
Les années 1970 ont également vu une série de soulèvements kurdes féroces dans le nord du pays contre l'Irak. Avec l'aide du Shah d'Iran, les Kurdes ont reçu des armes et des fournitures, y compris des missiles sol-air modernes ainsi que quelques soldats iraniens. L'IQAF fit subir de lourdes pertes aux Kurdes, et commença à utiliser les nouveaux Tu-22 au combat contre eux avec des bombes largables en haute altitude pour éviter les batteries de missiles iraniens que le Shah avait mises en place près de la frontière irakienne pour couvrir les insurgés kurdes.

### Années 1980 et guerre avec l'Iran

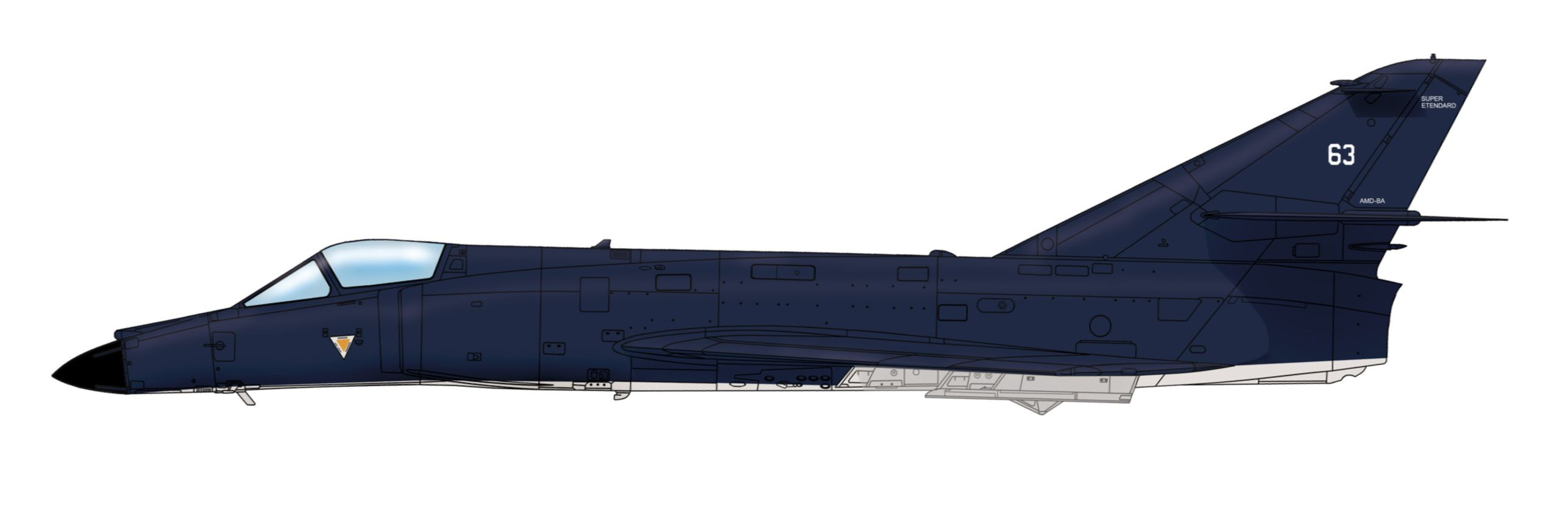
Dassault Super Étendard, Force aérienne irakienne (IQAF), 1983

Entre 1980 et l'été 1990, le nombre d'avions de combat dans le IQAF est passé de 332 à plus de 950. Avant l'invasion irakienne de l'Iran, l'IQAF comptait 16 Mirage F1EQ et a également reçu un total de 240 nouveaux avions et hélicoptères de ses alliés est-européens. Quand l'Irak a envahi l'Iran à la fin de septembre 1980, les livraisons françaises et soviétiques d'avions supplémentaires en Irak ont cessé, mais ont repris quelques mois plus tard.
La force aérienne irakienne dut se battre avec des Soukhoï Su-20, MiG-21 Fishbed et MiG-23 Flogger obsolètes. Le MiG-21 était l'intercepteur principal de la force alors que les MiG-23 ont été utilisés pour l'attaque au sol et l'interception. Ces avions n'étaient pas de taille face aux F-4 Phantom II et F-14 Tomcat acquit par l'État impérial d'Iran. Au premier jour de la guerre, une formation de MiG-23 et MiG-21 attaqua des aéroports et aérodromes de la force aérienne iranienne, mais les avions iraniens n'ont pas été lourdement endommagés en raison des hangars en béton qui abritaient les avions. En représailles à ces attaques aériennes, l'Iran lança l'opération Kaman 99, un jour après que la guerre fut lancée.

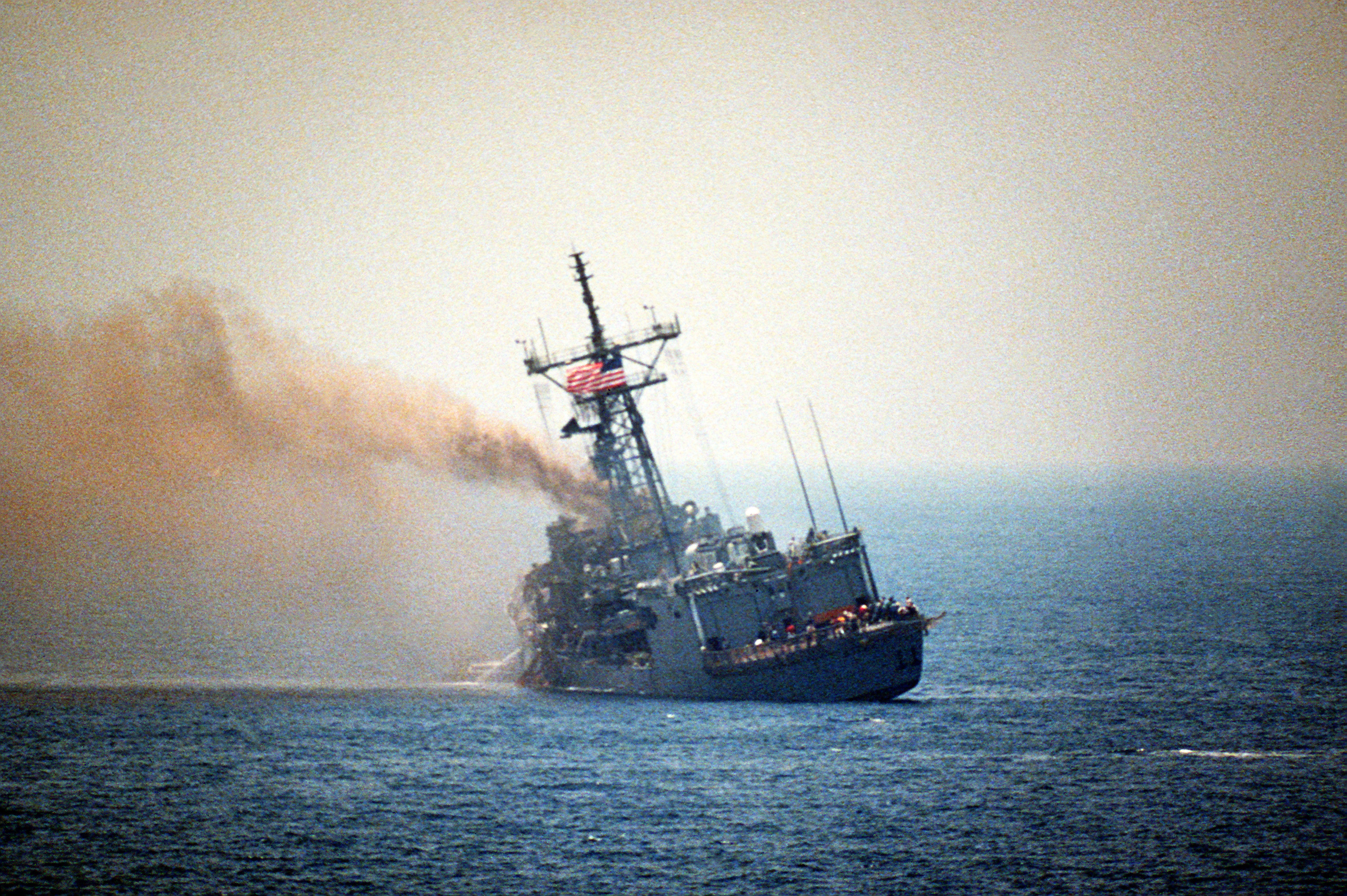
Le navire après l’impact de deux missiles Exocet

Vers la fin de l'année 1981, il est vite apparu que le Mirage F1 et le MiG-25 étaient efficaces contre les chasseurs iraniens, même si ces avions ont subi des pertes considérables. L'IQAF commença à utiliser son nouvel arsenal qui comprenait des bombardiers Tu-22KD/KDP, équipés de missiles air-sol Kh-22M/MP, de MiG-25 équipés de missiles air-sol Kh-25 ainsi que de missiles anti-radar Kh-58 et même de MiG-23BN, équipés avec de missiles Kh-29L/T. En 1983, pour satisfaire les Irakiens, en attente de la mise à niveau de leurs Mirage F1EQ afin de les rendre compatibles avec le missile Exocet, des Super-Étendard sont loués à l'Irak. L'un d'eux est perdu au cours d'un combat aérien contre un F-4E iranien, et les quatre autres retournent à l'Aéronavale en 1985,.
Alors que l'IQAF joua généralement un rôle mineur dans la guerre contre l'Iran, elle avait bombardé des aérodromes à Téhéran et dans d'autres villes iraniennes. La force aérienne a joué un rôle plus efficace en attaquant des pétroliers et autres navires en utilisant des missiles Exocet sur Mirage F1 de fabrication française. Le 17 mai 1987, un Falcon 50 modifié irakien lança à tort deux missiles anti-navires Exocet dans la frégate américaine USS Stark, paralysant le navire et tuant 37 marins.

#### Pilotes irakiens marquants de la guerre Iran-Irak
Contrairement à de nombreux autres pays avec les forces aériennes modernes, l'Irak s'est engagé dans une guerre longue et prolongée. Le conflit a duré huit années avec l'Iran et a donné à la force aérienne irakienne des pilotes de chasse éprouvés et endurcis. Bien que les informations sur l'IQAF sont difficiles d'accès, deux hommes se distinguèrent comme les meilleurs atouts de la chasse irakienne.
Mohommed Rayyan, surnommé "Œil de Faucon", qui volait sur MiG-21MF en 1980-81, a remporté deux victoires confirmées contre des F-5E iraniens. Avec le grade de capitaine, Rayyan, qualifié sur MiG-25P dès la fin de l'année 1981, a revendiqué encore huit chasseurs abattus, dont deux sont confirmés, avant d'être abattu et tué par un F-14 de l'IRIAF en 1986.
Le capitaine Omar Goben était un autre pilote de chasse expérimenté. Alors qu'il volait sur MiG-21, il déclencha son compteur de victoires contre deux F-5E Tiger et un F-4E Phantom II en 1980. Il fut ensuite transféré sur MiG-23 et survécut à la guerre, mais il fut tué en janvier 1991 aux commandes d'un MiG-29 par un F-15C américain.

### Guerre du Golfe
En août 1990, l'Irak avait une des plus grandes forces aériennes de la région, même après la longue guerre Iran-Irak. L'armée de l'air, à l'époque, comportait plus de 500 avions dans son inventaire. Théoriquement, l'IQAF aurait dû être endurci par le conflit avec l'Iran, mais les purges de l'après-guerre décimèrent la direction et le personnel de l'IQAF. La formation a été au minimum pendant toute la durée de l'année 1990.
Le tableau ci-dessous montre les forces aériennes irakiennes au début de la guerre du Golfe, ses pertes, ses avions endommagés, les exils vers l'Iran (incorporés dans l’inventaire iranien par la suite) et les actifs restants à la fin de la guerre du Golfe.
| Avion                 | 1990 | détruit | endommagé | à l'Iran | restant |
| --------------------- | ---- | ------- | --------- | -------- | ------- |
| Mirage F1EQ           | 76   | 23      | 6         | 24       | 23      |
| Mirage F1K            | 8    | 2       | 2         | 0        | 4       |
| MiG-23BN              | 38   | 17      | 0         | 4        | 18      |
| Su-20                 | 18   | 4       | 2         | 4        | 8       |
| Su-22R                | 10   | 1       | 0         | 0        | 9       |
| Su-22M2               | 24   | 2       | 6         | 5        | 11      |
| Su-22M3               | 16   | 7       | 0         | 9        | 0       |
| Su-22M4               | 28   | 7       | 0         | 15       | 6       |
| Su-24MK               | 30   | 5       | 0         | 24       | 1       |
| Su-25                 | 66   | 31      | 8         | 7        | 20      |
| MiG-21/ F7            | 236  | 65      | 46        | 0        | 115     |
| MiG-23ML              | 39   | 14      | 1         | 7        | 17      |
| MiG-23MF              | 14   | 2       | 5         | 0        | 7       |
| MiG-23MS              | 15   | 2       | 4         | 0        | 9       |
| MiG-25RB              | 9    | 3       | 3         | 0        | 3       |
| MiG-25PDS             | 19   | 13      | 1         | 0        | 5       |
| MiG-29                | 37   | 17      | 4         | 4        | 12      |
| MiG-23UM              | 21   | 8       | 0         | 1        | 12      |
| Tu-16                 | 3    | 3       | 0         | 0        | 0       |
| Xian H-6              | 4    | 4       | 0         | 0        | 0       |
| An-26                 | 5    | 0       | 3         | 0        | 2       |
| Il-76                 | 19   | 3       | 1         | 15       | 0       |
| Falcon 20             | 2    | 0       | 0         | 2        | 0       |
| Falcon 20             | 3    | 0       | 0         | 3        | 0       |
| Lockheed JetStar      | 6    | 4       | 0         | 1        | 1       |
| MiG-25U               | 7    | 3       | 2         | 0        | 2       |
| Su-22-UM3             | 25   | 3       | 1         | 0        | 21      |
| L-39                  | 67   | 0       | 1         | 0        | 66      |
| Tucano                | 78   | 1       | 6         | 0        | 64      |
| FFA AS-202 Bravo (en) | 34   | 5       | 5         | 0        | 17      |
| Eloris trainer        | 12   | 0       | 0         | 0        | 12      |
| Jet Provost           | 15   | 0       | 0         | 0        | 15      |
| BK-117                | 14   | 1       | 6         | 0        | 6       |
| Mirage F1BQ           | 10   | 0       | 0         | 0        | 10      |
| MiG-29UB              | 4    | 0       | 0         | 0        | 4       |

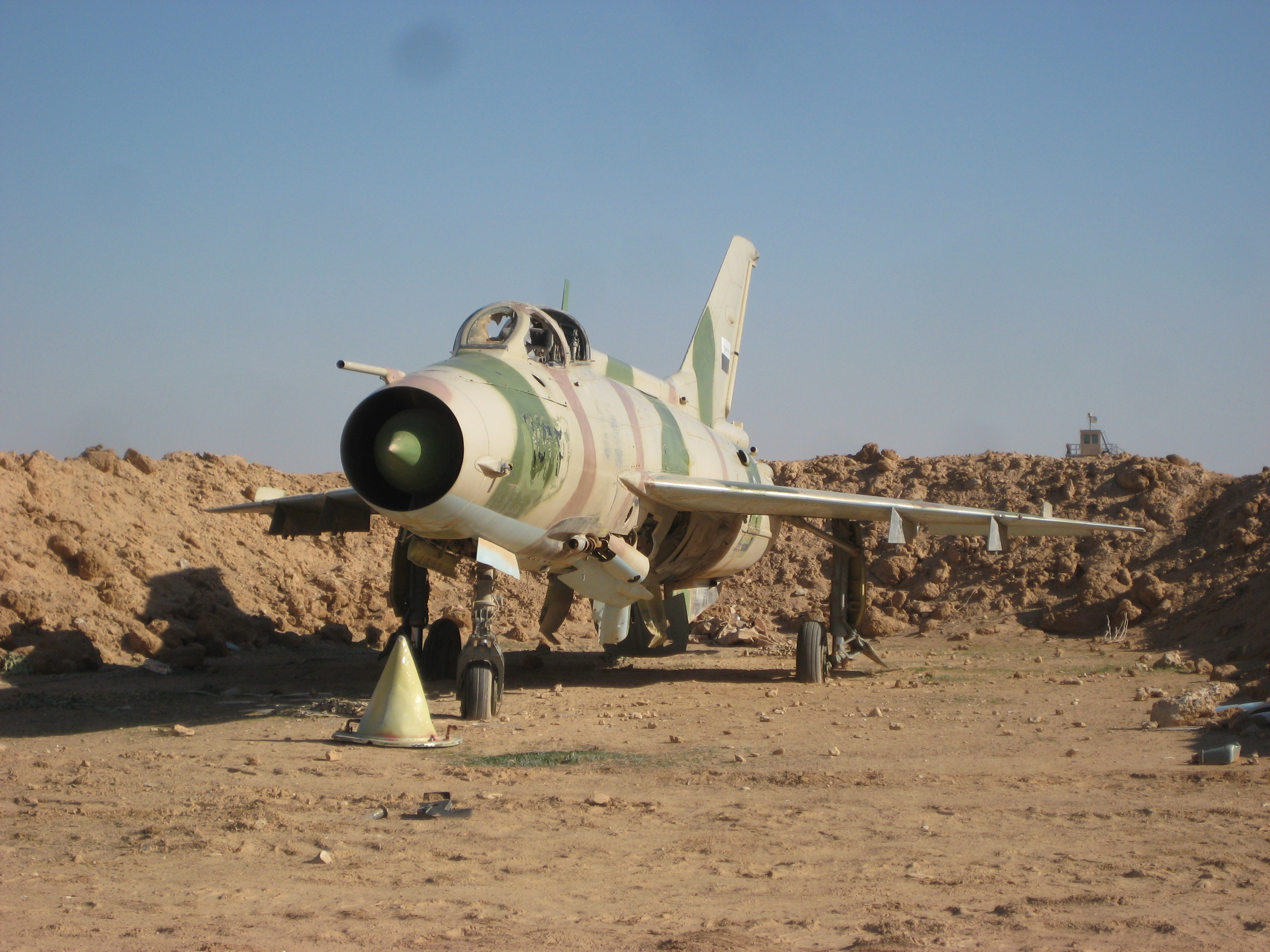
Chengdu J-7 abandonné sur la base aérienne d'Al Asad.

Pendant la Seconde guerre du Golfe, l'armée de l'air irakienne a été dévastée par les États-Unis, le Royaume-Uni et leurs alliés. La plupart des aéroports ont été lourdement frappés, et l'Irak n'a pu obtenir que quatre victoires confirmées (et 4 probables), tout en soutenant 23 défaites.
Le MiG-25 (Nom de code OTAN "Foxbat") a enregistré la première victoire aérienne irakienne pendant la guerre. Un MIG-25PDS abat un F/A-18 Hornet de l'US Navy durant la première nuit de la guerre. En 2009, le Pentagone a annoncé qu'ils avaient identifié les restes du pilote, le capitaine de la marine américaine Michael "Scott" Speicher, cela permettant de résoudre ainsi un mystère de 18 ans. Le Capitaine Speicher, qui était un capitaine de corvette à l'époque, aurait été enterré par des tribus bédouines nomades proches de l'endroit où son avion a été abattu dans une région éloignée de la province d'Anbar.
La seconde victoire a été enregistrée par un pilote nommé Sayhood Jameel en janvier 1991. Pilote sur MIG-29, il abat un Tornado GR.1A de la Royal Air Force. L'avion était piloté par le Flight Lieutenant Gary Lennox, et le Flight Lieutenant Adrian Weeks.
Dans un autre incident, un Foxbat-E Irakien échappa à huit F-15C Eagle, tirant trois missiles sur un avion de guerre électronique EF-111, les forçant à abandonner leur mission. Dans un autre incident, deux MiG-25 abordèrent une paire de F-15 Eagle. Deux autres F-15 rejoignirent la poursuite, et un total de dix missiles air-air ont été tirés sur les Foxbats : aucun d'entre eux ne pouvait les atteindre.
Dans un effort pour démontrer leur propre capacité offensive aérienne, le 24 janvier, les irakiens tentèrent de monter une attaque contre une raffinerie de pétrole en Arabie. Deux Mirage F1 chargés de bombes incendiaires et deux MiG-23 ont décollé de bases en Irak. Ils ont été repérés par un AWACS E-3 Sentry, et deux F-15 de force aérienne royale saoudienne ont été envoyés pour les intercepter. Quand les Saoudiens sont apparus, les MiGs irakiens ont fait demi-tour, mais les Mirages ont verrouillé les F-15. Le capitaine Iyad Al-Shamrani, l'un des pilotes saoudiens manœuvra son jet derrière les Mirages et abattu les deux avions. Après cet épisode, les irakiens préférèrent ne plus déployer d'efforts aériens et envoyèrent la plupart de ses jets en Iran dans l'espoir qu'ils pourraient un jour les récupérer. (L'Iran n'a jamais retourné les jets.)
Pendant la guerre du Golfe, la plupart des pilotes irakiens et des avions (d'origine française et soviétique) ont fui vers l'Iran pour échapper à la campagne de bombardement parce qu'aucun autre pays leur permettrait un sanctuaire. Les iraniens ont mis en fourrière ces avions après la guerre et ne les ont jamais retourné, en les mettant au service dans la force aérienne iranienne (revendiqué à titre de "réparation" pour la guerre Iran-Irak). C'est pour cette raison que Saddam Hussein n'a pas envoyé le reste de son armée de l'air en Iran juste avant l'opération liberté irakienne, optant plutôt pour les enterrer dans le sable. Saddam Hussein, préoccupé par l'Iran et l'équilibre de puissance régionale, aurait commenté: ". Les Iraniens sont encore plus forts qu'avant, ils ont maintenant notre Armée de l'Air".

#### Avion perdus et revendiqués par les Alliés durant la guerre du Golfe
| Avion                     | Origine          | Abattu | À l'Iran |
| ------------------------- | ---------------- | ------ | -------- |
| Mikoyan-Gourevitch MiG-21 | Union soviétique | 4      | 0        |
| Mikoyan-Gourevitch MiG-23 | Union soviétique | 9      | 12       |
| Mikoyan-Gourevitch MiG-25 | Union soviétique | 2      | 7        |
| Mikoyan-Gourevitch MiG-29 | Union soviétique | 6      | 4        |
| Dassault Mirage F1        | France           | 9      | 24       |
| Soukhoï Su-7/17           | Union soviétique | 4      | 0        |
| Soukhoï Su-20             | Union soviétique | 0      | 4        |
| Soukhoï Su-22             | Union soviétique | 2      | 40       |
| Soukhoï Su-24             | Union soviétique | 0      | 24       |
| Soukhoï Su-25             | Union soviétique | 2      | 7        |
| Iliouchine Il-76          | Union soviétique | 1      | 15       |
| Mil Mi-8                  | Union soviétique | 1      | 0        |
| Hélicoptère d'observation |                  | 1      | 0        |
| Hélicoptère               |                  | 1      | 0        |
| Nombre total de pertes    |                  | 44     | 137      |

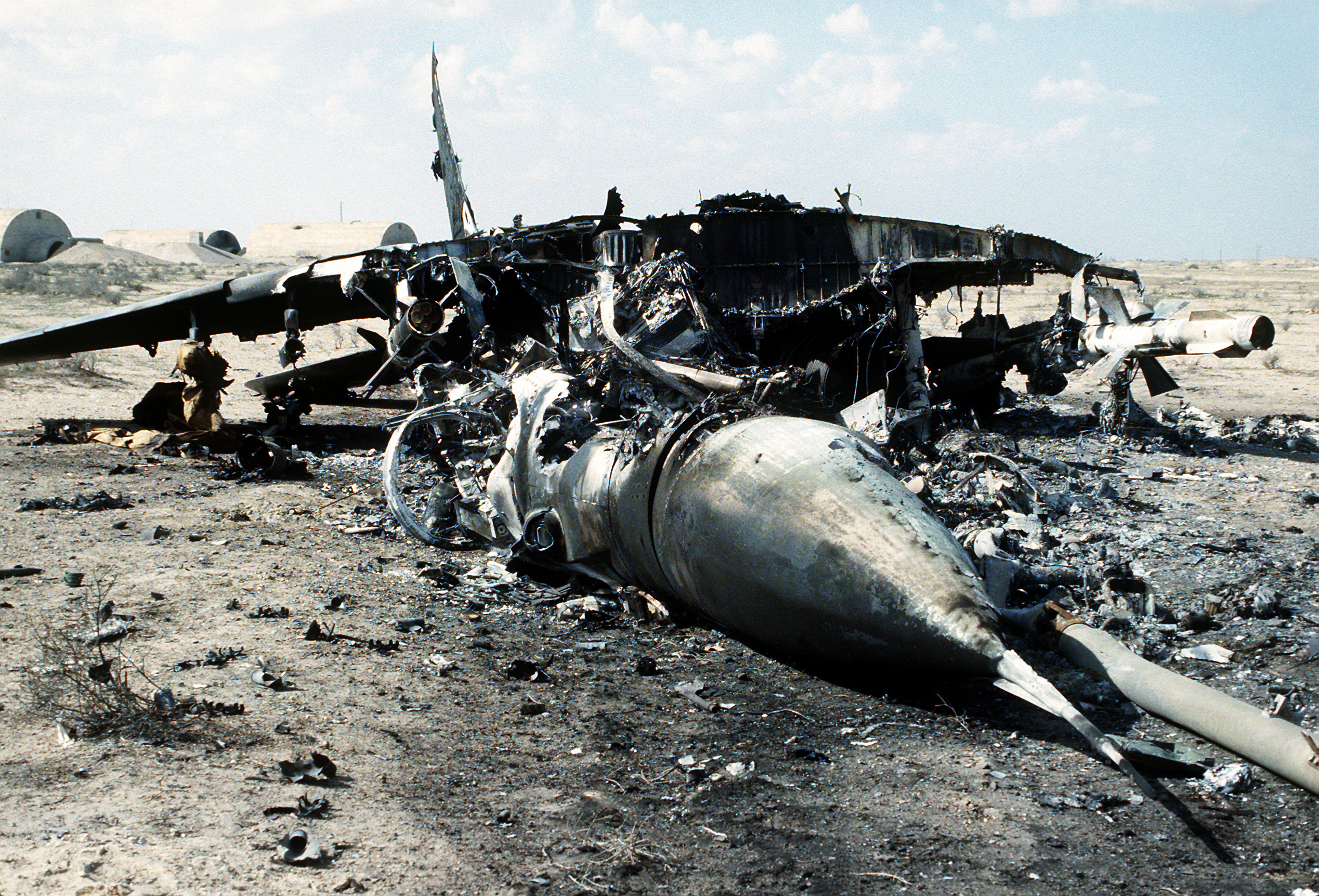
Un MiG-29 en ruines après avoir été détruit par les forces alliées pendant l'opération Tempête du désert.

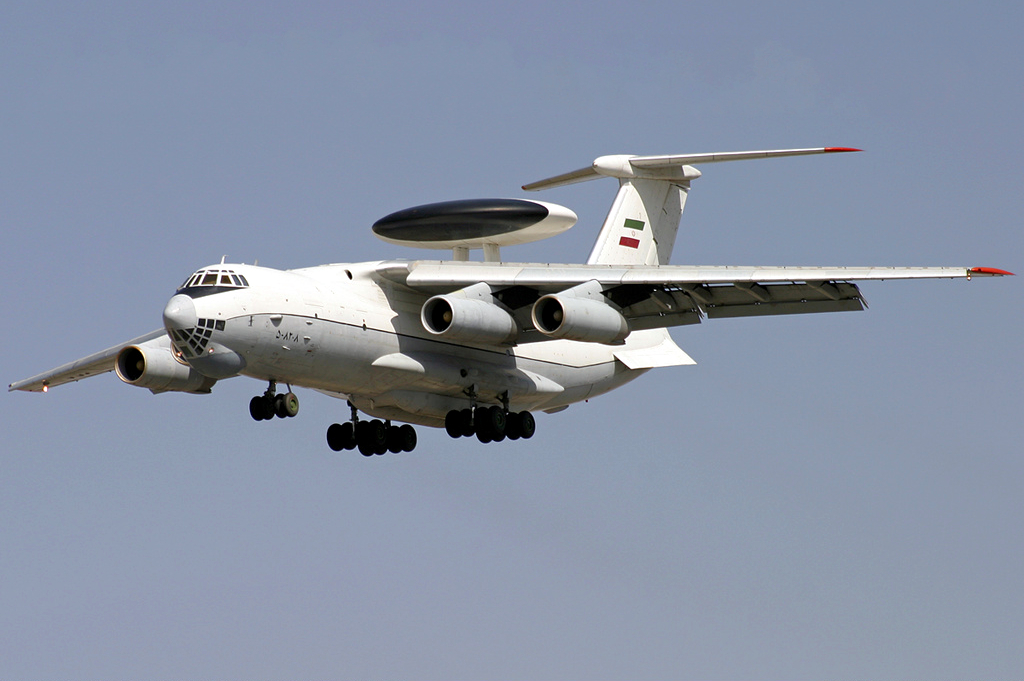
Il-76MD "Adnan 2" sous les couleurs iraniennes en 2008. Il est détruit lors d'une collision en vol avec un chasseur iranien le 22 septembre 2009.

La force aérienne irakienne a elle-même une liste de ses pertes aériennes qui est portée à 23 cellules par rapport aux revendications des États-Unis qui est de 44. De même, les Alliés ont reconnu initialement avoir acquis 0 défaite en combat aérien face à l'IQAF. Ce n'est qu'en 1995 qu'elle reconnaît une perte puis deux nouvelles en 2003 dont une probable.
En plus de la guerre du Golfe, l'IQAF a également participé contre les insurrections en Irak de 1991. Parallèlement à l'aviation militaire, des Mi-8, Mi-24, Gazelle, Alouette et Puma ont été utilisés pour contrer la tentative des chiites et les révoltes kurdes entre 1991 et 1993.
Après la guerre du Golfe, l'armée de l'air ne comportant qu'un seul Su-24 (surnommé "Waheeda" dans la force aérienne irakienne qui se traduit à peu près "Solitude") et d'un seul escadron de MiG-25 achetés par l'Union soviétique en 1979. Certains Mirages, MiG-23ML et Su-22, également resté en service avec les MiG-29, sont retirés d'ici à 1995 pour des raisons de maintenance des moteurs et le MiG-21 en raison de son obsolescence. Pendant la période des sanctions qui ont suivi, la force aérienne a été sévèrement limitée en raison des zones d'exclusion aérienne établie par la coalition et par un accès limité aux pièces de rechange en raison de sanctions des Nations unies. De nombreux appareils étaient hors d'usage et quelques-uns ont été cachés à la reconnaissance américaine pour échapper à une destruction potentielle. En patrouilles près des zones d'exclusion aérienne, trois Migs irakiens ont été perdus. Le dernier enregistrement de victoire aérienne date du 23 décembre 2002, quand un MiG-25 Foxbat a abattu un RQ-1 Predator américain.
Des informations récentes, publiées par le DTIC, contenant les archives top-secret de l'armée de l'air irakienne défunte met en lumière les pertes réelles et les opérations de l'armée de l'air en 1991.

### Opération liberté irakienne

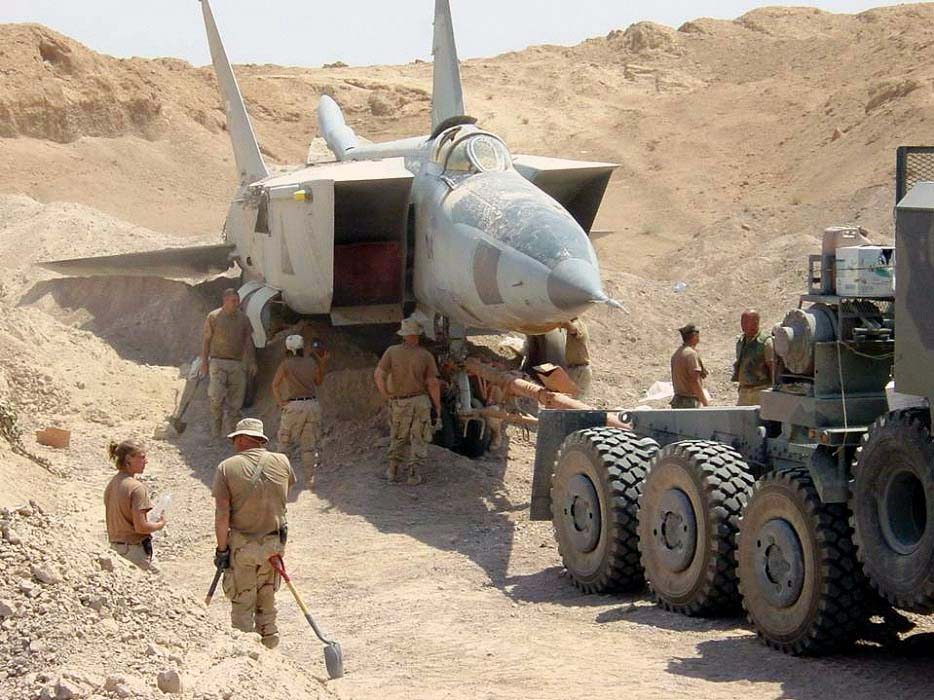
Un MiG-25 Foxbat irakien retrouvés enterré sous le sable à l'ouest de Bagdad.

En 2003, la puissance aérienne de l'Irak comptait environ 180 avions, dont seulement environ la moitié étaient pilotables. Fin 2002, une société yougoslave d'armes a fourni des services pour les MiG-21 et MiG-23, violant les sanctions de l'ONU. Un institut de l'aviation à Bijeljina, en Bosnie-Herzégovine, a fourni des moteurs et des pièces de rechange. Il était cependant trop tard pour améliorer la condition de la force aérienne irakienne.
À la veille de l'opération liberté irakienne menée par les États-Unis, Saddam Hussein a ignoré le souhait de son armée de l'air de défendre l'espace aérien du pays contre les avions de la coalition et a ordonné à la majeure partie de ses chasseurs d'être démontés ou enterrés. Le vice-maréchal de l'air Abed Hamed Mowhoush était apparemment le commandant de la force de l'air juste avant la guerre. Certains de ces avions ont été retrouvés grâce à des fouilles des forces américaines à travers les bases aériennes de Al Taqqadum et de Al Asad, comprenant des MiG-25 et Su-25. L'IQAF s'est avérée être totalement inexistante lors de l'invasion. Quelques hélicoptères ont été vus mais aucun chasseur n'a volé pour aller combattre les chasseurs de la coalition.
Au cours de la phase d'occupation, la plupart des avions de combat de l'Irak (principalement MiG-23, MiG-25 et Su-25) ont été trouvés par les forces américaines et australiennes en mauvais état sur plusieurs bases aériennes à travers le pays, tandis que d'autres ont été découverts enterrés. La plupart des avions de la IQAF ont été détruits pendant et après l'invasion, et tout le matériel restant a été mis au rebut dans le sillage immédiat de la guerre. Aucun des aéronefs acquis au cours du temps de Saddam Hussein n'est resté en service.

### Occupation de l'Irak
L'armée de l'air irakienne, comme toutes les forces irakiennes après l'invasion de l'Irak en 2003, est en cours de reconstruction dans le cadre du programme global visant à construire une nouvelle force de défense irakienne. La force aérienne nouvellement créée se composait seulement de 35 personnes en 2004 quand elle a commencé ses opérations.

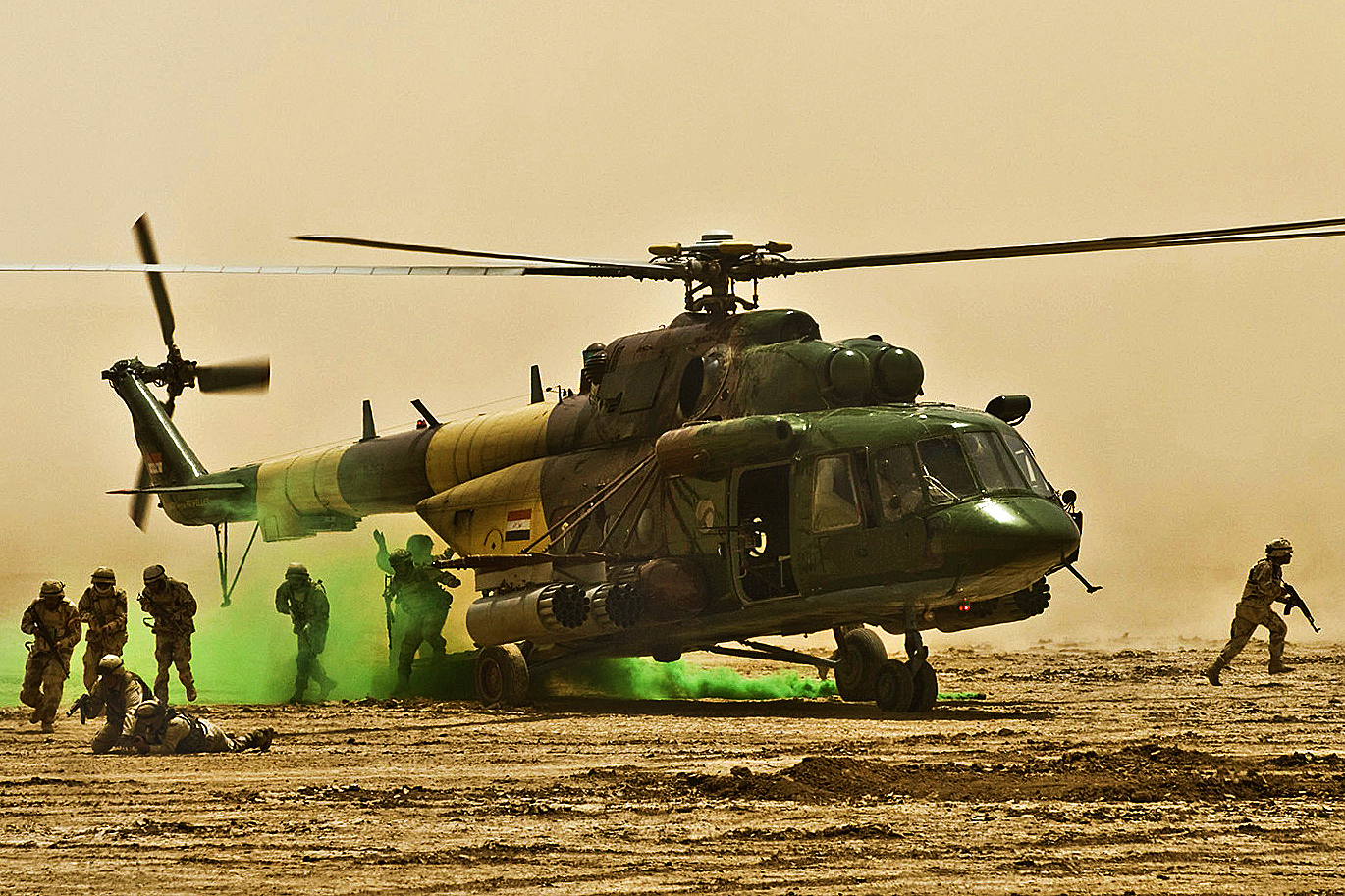
V}5 lors d'un exercice de tir réel dans la province de Maysan en Irak.

En décembre 2004, le ministère de la défense irakienne a signé deux contrats avec le consortium de défense polonais BUMAR. Le premier contrat, d'une valeur 132 millions USD, porte sur la livraison de 20 hélicoptères PZL W-3 et la formation de 10 pilotes irakiens et 25 personnels de maintenance. Ils étaient destinés à être livrés pour novembre 2005, mais en avril 2005, l'entreprise chargée de l'exécution du contrat a annoncé que la livraison n'aurait pas lieu comme prévu, parce que le calendrier de livraison proposé par PZL Swidnik n'était pas bon. En conséquence seulement 2 ont été livrés en 2005 pour les tests.
Le second contrat, d'une valeur 105 millions de dollars américains, a consisté à fournir à l'armée de l'air irakienne 24 Mi-17 d'occasion et de fabrication russe. En 2008, 8 ont été livrés et 2 autres étaient en route. La flotte de Hip est déjà opérationnelle. Les Mi17 ont une capacité d'attaque au sol.
La force aérienne irakienne sert principalement de reconnaissance et de transport léger. Le 4 mars 2007, l'IQAF a effectué sa première évacuation médicale dans la ville de Bagdad lorsqu'un un policier, blessé, a été transporté à l'hôpital.
En 2007, la 2nd Air Force (en) de Air Education and Training Command, était chargé de fournir des programmes d'études et de conseil à l'armée de l'air irakienne. Cette mission est connue comme "CAFTT" pour Coalition Air Forces Training Team (Équipe d'entrainement des forces aériennes de la coalition),.
Pendant la bataille de Bassorah, la force aérienne irakienne planifia, exécuta et participa à 104 missions d'appui aux forces de sécurité irakiennes au sol à Bassorah au cours de l'opération Charge of the Knights dans la région de Bassorah entre le 25 mars et le 1er avril 2008.
En 2009, les premiers officiers irakiens ont terminé leur formation en vol à la Royal Air Force College Cranwell, c'est le début d’échos sur le développement de la force aérienne irakienne.

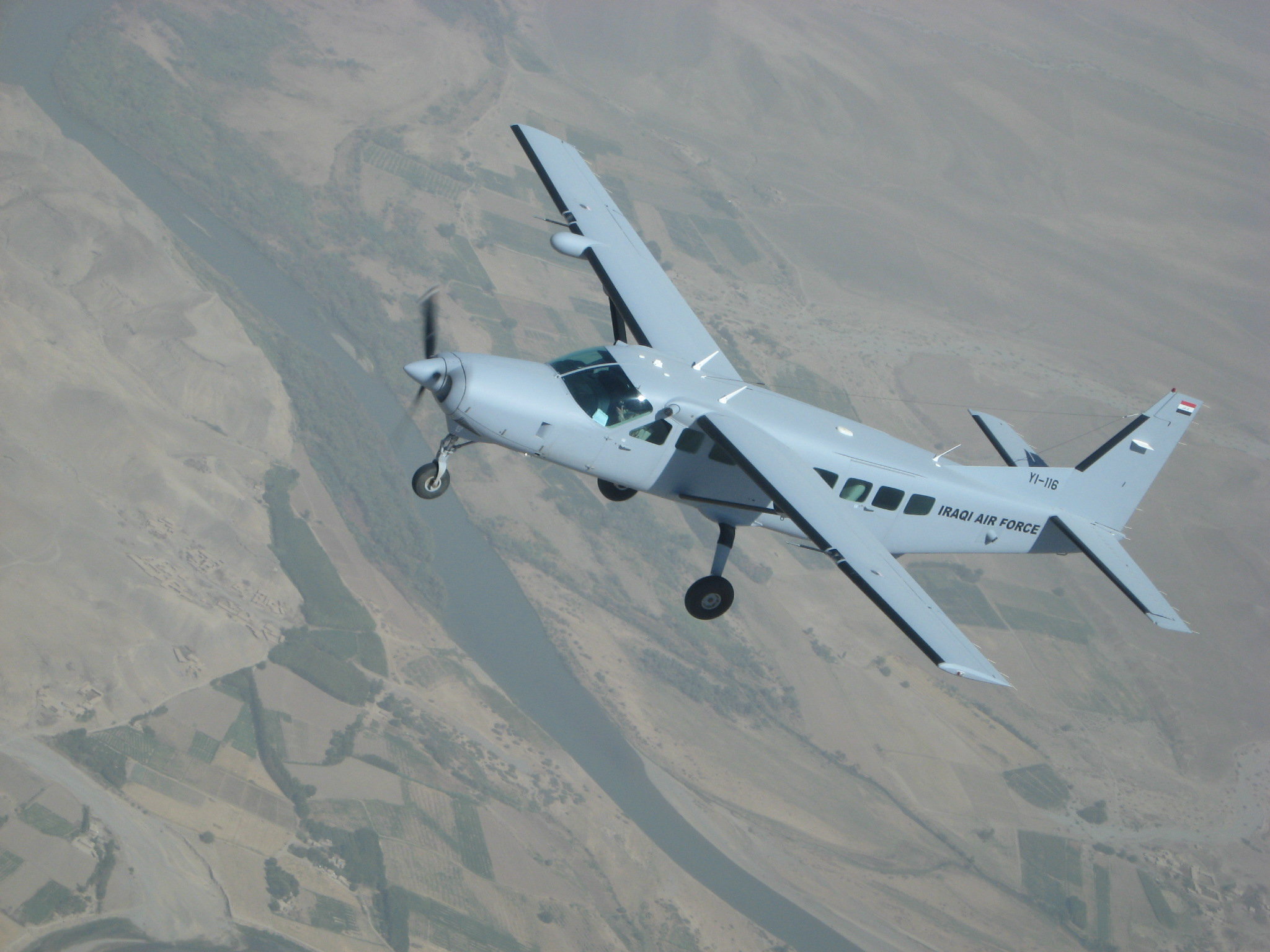
Un Cessna 208 survole l'Irak lors d'une sortie de formation.

Le 29 avril 2009, les 3 premiers, d'un nombre indéterminé d'avions de transport légers Beech 350 Super King Air, arrivent à l'aéroport de Londres Luton pour être livrés à l'armée de l'air irakienne.
Le 30 août 2009, le ministère de la Défense en Irak révéla qu'ils avaient découvert 19 avions MiG-21 et MiG-23 qui avaient été stockés en Serbie. Saddam Hussein avait envoyé les 19 avions de chasse en Serbie pour des réparations dans les années 1980, pendant la guerre Iran-Irak, mais avait été incapable de les ramener après les sanctions qui avaient été imposées à son pays. Le gouvernement serbe a promis de rendre deux des avions disponibles "pour une utilisation immédiate".

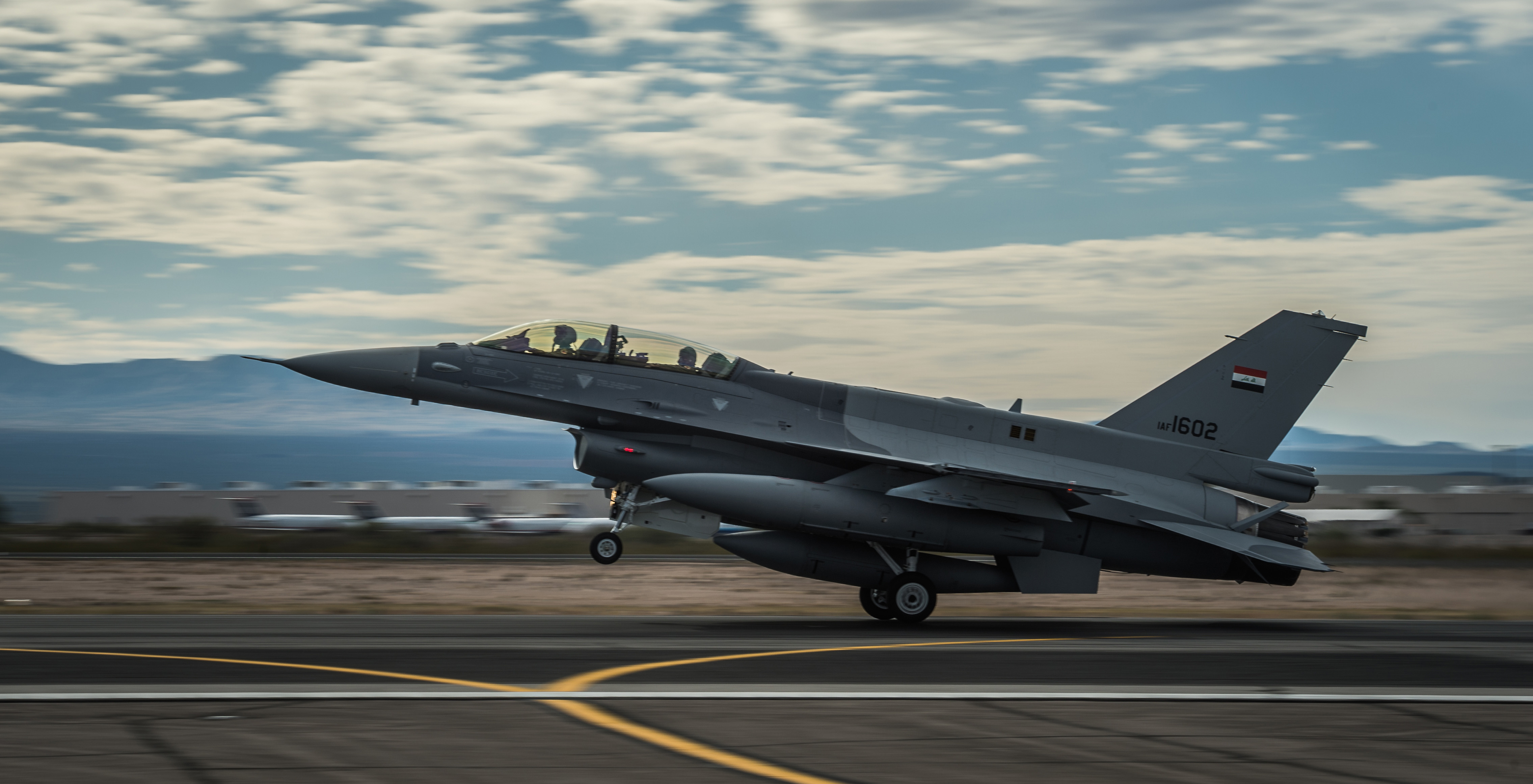
Un F-16D biplace irakien en mission d'entrainement à l'Aéroport international de Tucson le 16 décembre 2014.

Il a été signalé, en décembre 2007, qu'un accord avait été conclu entre le gouvernement irakien et la Serbie pour la vente d'armes et d'autres équipements militaires, dont 36 Utva Lasta (en), 20 sont finalement livrés.
En juillet 2008, l'Irak avait officiellement sollicité une commande pour 24 hélicoptères d'attaque léger et de reconnaissance. L'aéronef aurait été soit le nouvel hélicoptère Bell ARH-70 de l'US Army ou le plus populaire MH-6 Little Bird mais le programme ARH-70 a été abandonné fin 2008.

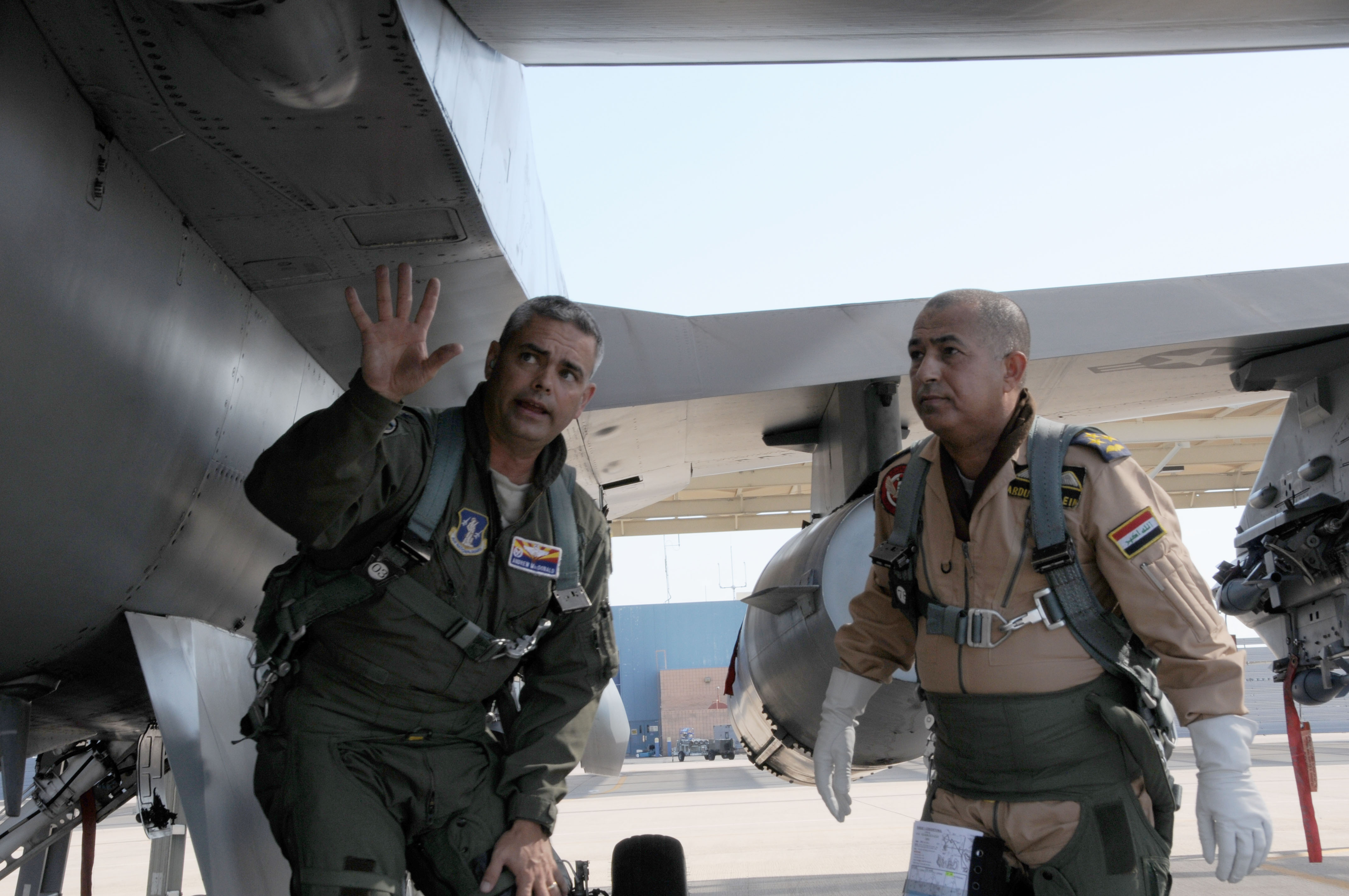
Un commandant de la force aérienne irakienne lors d'une session de formation sur F-16 en Arizona.

Le 14 octobre 2008, Aviation Week a signalé que deux Cessna 208B, qui étaient équipés de missiles Hellfire, ont été repérés dans une installation de l'aéroport de Meacham, à Fort Worth, au Texas. La force aérienne irakienne a dû recevoir 3 Cessna Caravan armés en décembre 2008, et deux autres seront livrés en 2009. Cela représente la première capacité de frappe à l'IQAF depuis le début de la guerre en 2003.
Le gouvernement irakien a annoncé, en novembre 2008, que la force aérienne irakienne achètera 108 avions en 2011. En fin de compte, le plan de l'époque prévoyait jusqu'à 516 appareils au total d'ici 2015, puis d'un total de 550 avions en 2018. Des types spécifiques d'hélicoptères seront achetés comme l'Eurocopter EC635. En outre, 24 T-6 Texan II seraient achetés pour le rôle d'attaque léger.
Au cours de l'été 2008, le ministère de la Défense a annoncé que le gouvernement irakien voulait commander plus de 400 véhicules blindés et autres équipements valant jusqu'à 3 milliards de dollars, et six avions de transport C-130J, d'une valeur de 1,5 milliard de dollars.

#### Assassinats des pilotes irakiens par l'Iran
Profitant de l’anarchie après la chute du régime bassiste, l'Iran à lancé une vague massive d’assassinats contre les pilotes et responsables militaires irakiens ayant participé à la guerre Iran-Irak. En date de janvier 2006, selon les statistiques publiées par le ministère irakien de la Défense, 182 pilotes et 416 officiers officiers de haut rang ont été pourchassés et tués par des agents iraniens, la campagne d'assassinats a incité 836 autres pilotes et officiers irakiens à fuir le pays.
Le ciblage des pilotes de l'armée de l'air a commencé dans le quartier Karradah à Bagdad et a atteint son apogée dans le mois du Ramadan en 2005 lorsque 36 pilotes ont été abattus dans ce quartier.
En 2008, le Ministère du Renseignement de la république islamique d'Iran aurait offert 50 000 dollars pour le meurtre de tout pilote ayant participé à des opérations contre l’Iran pendant la guerre Iran-Irak.

### Guerre contre l'État islamique

#### Remontée en puissance de l'aviation irakienne
Les forces aériennes irakiennes qui avaient entamé leur déclin pendant la Première guerre du Golfe, avant d'être presque intégralement détruites lors de l'invasion américaine de 2003, remontent en bénéficiant d'un rapprochement avec les États-Unis, pour y envoie ses pilotes se former. 
L'Irak finalise l’achat de 15 avions d’entrainement tchèques L-159 dont trois en pièces détachées pour une valeur de 27 millions d'euros le 7 mars 2015. Onze proviennent de surplus, tandis que quatre proviendront des stocks de la force aérienne tchèque. Ils sont livrés entre novembre 2015 et 2017.
L'espace aérien irakien a été sans surveillance à de décembre 2011 à 2015 car les 18 avions de combat F-16 et leurs pilotes ne seront prêts que plusieurs années plus tard. Les premières livraisons sont alors prévues pour septembre 2014, et, fin 2011, 6 premiers candidats pilotes de chasse sont aux États-Unis dont un qui commencera en janvier 2012 les cours d'introduction aux principes fondamentaux de la chasse. Les quatre premiers F-16 arriveront finalement le 11 juillet 2015. En mars 2015, l'armée irakienne passe une commande d'un King Air 350 supplémentaire. Une commande de 24 KAI T-50 Golden Eagle a lieu en novembre 2013 pour un montant de 2,1 milliards de dollars. Les premiers sont livrés en mars 2017.

#### Opérations de l'armée de l'air irakienne
Entre 2014 et 2017 l'armée irakienne livre, avec le soutien d'une coalition arabo-occidentale, une guerre particulièrement meurtrière contre l’organisation État islamique qui s'empare d'une grande partie du territoire irakien. Bien que l'essentiel des frappes aériennes en soutien à l'armée irakienne soient menées par les États-Unis, l'aviation irakienne participe à cette campagne de bombardements en effectuant entre 60 et 70 sorties par jour, majoritairement avec des hélicoptères d'attaques,. Des F-16 irakiens commencent leurs missions de combat en septembre 2015 et participent à la bataille de Mossoul.
Entre 2018 et 2019, après sa victoire en 2017, l'armée irakienne mène plusieurs frappes par le biais de son aviation dans l'est de la Syrie avec l'aval du gouvernement syrien en guerre contre cette même organisation sur son propre territoire,,,,.

## Ordre de bataille
La force aérienne irakienne est composée[Quand ?] de neuf escadrons et d'une escadre de formation:
- Escadre de formation au pilotage

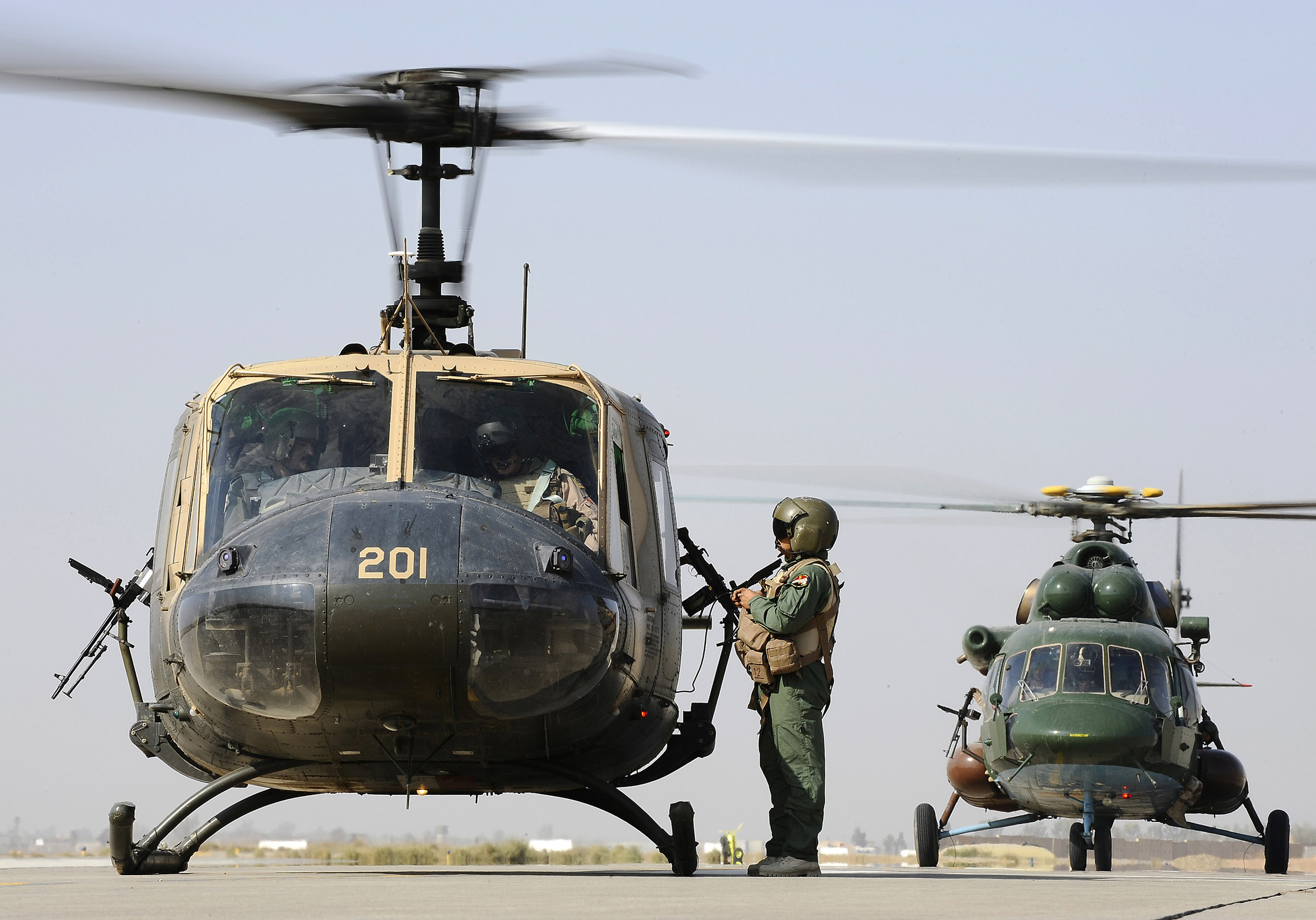
Un hélicoptère UH-1H Iroquois Huey et un Mi-17 Hip irakiens se préparent pour évaquer un blessé.

  - 1er Escadron de formation au pilotage, Tikrit (T-6A, Cessna 172 et Cessna 208)
  - 2e Escadron de formation au pilotage, Kirkuk (Bell 206)
- 2e Escadron, Taji (UH-1)
- 3e Escadron, Kirkuk (Cessna 208)
- 4e Escadron, Taji (Mil Mi-17)
- 15e Escadron des forces spéciales (Mil Mi-17V5)
- 23e Escadron, Bagdad (C-130E Hercules)
- 70e Escadron, Bassora (CH 2000)
- 87e Escadron, Bagdad (Beechcraft Super King Air)
- Escadre de formation technique, Taji

## Inventaire
Les appareils en service en 2016 sont les suivants :
| Aéronefs                             | Origine                   | Type                                                       | En service      | Versions                               | Notes |                 |
| Avion de chasse                      | Avion de chasse           | Avion de chasse                                            | Avion de chasse | Avion de chasse                        | Avion de chasse | Avion de chasse |
| ------------------------------------ | ------------------------- | ---------------------------------------------------------- | --------------- | -------------------------------------- | --- | --------------- |
| Lockheed Martin F-16 Fighting Falcon | États-Unis                | Avion multirôle Entraînement                               | 306             | F-16IQ (C Block 52)F-16IQ (D Block 52) | Commande initiale de 18 avions faite en septembre 2011 suivie d'une commande pour 18 appareils supplémentaires (36 au total) annoncée en décembre 2011. Les 4 premiers sont livrés, avec retard, le 11 juillet 2015. 23 livrés et deux perdus en date du 3 novembre 2017. |                 |
| JF-17 Thunder                        | Pakistan                  | Avion multirôle                                            | 0(12)           |                                        | Le ministre de la défense irakien a signé un contrat avec le Pakistan pour des avions de combat probablement 12 et probablement des JF-17. |                 |
| KAI T-50 Golden Eagle                | Corée du Sud              | Avion multirôle                                            | 24              | FA-50                                  | Commande de 24 avions en novembre 2013 pour un montant de 2,1 milliards de dollars. Livraison à partir de mars 2017. |                 |
| Soukhoï Su-25                        | Union soviétique          | Avion d'attaque au sol                                     | 12              | Su-25/Su-25KSu-25UBK                   | Tous les avions de combat provenant de Russie et d'Iran ont été livrés à partir du 28 juin 2014 au 1er juillet 2014, suivie de sept autres au 1er juillet. Leur entrée en service est prévue sous "trois à quatre jours".                                                 |                 |
| Avion de transport                   |                           |                                                            |                 |                                        | |                 |
| Antonov An-32                        | Union soviétique/ Ukraine | Transport                                                  | 6               | An-32B                                 | Tous les aéronefs ont été livrés en octobre 2012. |                 |
| Lockheed C-130 Hercules              | États-Unis                | Avion de transport                                         | 3               | C-130E C-130J-30                       | C-130J livrés en décembre 2012. Trois autres avions à livrer en 2013. |                 |
| Beechcraft King Air 350              | États-Unis                | Transport léger/VIP Surveillance et reconnaissance         | 24 5            | 350ER 350ISR                           | Exploité par le 87e escadron. |                 |
| Cessna 208 Caravan                   | États-Unis                | Surveillance au sol Frappes aériennes Avion d'entraînement | 3               | RC208 AC208 TC208                      | 3 armés de missiles AGM-114 Hellfire. |                 |
| Avion d'entraînement                 |                           |                                                            |                 |                                        | |                 |
| Hawker Beechcraft T-6 Texan II       | États-Unis                | Avion d'entraînement                                       | 15              | T-6A                                   | Option pour un maximum de 20 appareils. |                 |
| Super Mushshak                       | Pakistan                  | Avion d'entraînement                                       | 0 (20)          | MFI-395                                | Commandé le 10 février 2014 |                 |
| Lasta 95 (en)                        | Serbie                    | Utilitaire/formation de base                               | 20              |                                        | Livrés entre décembre 2010 et mars 2011. |                 |
| Aero L-159 Alca                      | Tchéquie                  | Avion d'attaque au sol Avion d'entraînement                | 10 2            | L-159A L-159T1                         | 15 commandés dont 3 servant de pièces de rechange. Livraisons débutant en novembre 2015 (4 excédent de la force aérienne tchèque et 11 des surplus). |                 |
| Hélicoptère                          |                           |                                                            |                 |                                        | |                 |
| Bell UH-1 Iroquois                   | États-Unis                | Hélicoptère de transport                                   | 16              |                                        | Construit sous licence par Kawasaki. |                 |
| Mil Mi-17                            | Union soviétique/ Russie  | Hélicoptère de transport                                   | 2 32 17         | Mi-171 Mi-17-1V Mi-17-v5               | Certains sont non opérationnels. 22 seront livrés en 2010. |                 |
| Eurocopter EC635                     | Union européenne          | Hélicoptère polyvalent                                     | 2               |                                        | 24 commandés |                 |
| Bell 206                             | États-Unis                | Hélicoptère polyvalent                                     | 10              |                                        | |                 |
| Gazelle SA-342                       | France                    | Hélicoptère léger polyvalent                               | 6               | SA342                                  | |                 |
| Drone                                |                           |                                                            |                 |                                        | |                 |
| RQ-11 Raven                          | États-Unis                | Drone de reconnaissance                                    | 12              |                                        | |                 |
| Bayraktar TB2                        | Turquie                   | Drone de combat                                            | 6               |                                        | |                 |

## Grades
- Tableau des grades des officiers de l'IQAF.

| Code OTAN  | OF-1            | OF-1                    | OF-2       | OF-3       | OF-4               | OF-5      | OF-6               | OF-7                | OF-8                     | OF-9                 | OF-10      |  |
| ---------- | --------------- | ----------------------- | ---------- | ---------- | ------------------ | --------- | ------------------ | ------------------- | ------------------------ | -------------------- | ---------- |  |
|            |                 |                         |            |            |                    |           |                    |                     |                          |                      |            |  |
| Grade      | ملازم Mulazim   | ملازم أول Mulazim Awwal | نقيب Naqib | رائد Ra'id | مقدم Muqaddam      | عقيد Aqid | عميد Amid          | لواء Liwa           | فريق Fariq               | فريق أول Fariq Awwal | مهيب Muhib |  |
| Équivalent | Sous-Lieutenant | Lieutenant              | Capitaine  | Commandant | Lieutenant-colonel | Colonel   | Général de brigade | Général de division | Général de corps d'armée | Général d'armée      | Maréchal   |  |
|            |                 |                         |            |            |                    |           |                    |                     |                          |                      |            |  |